# Psycho (pel·lícula de 1998)
Psycho és una pel·lícula de terror psicològic estatunidenca del 1998 produïda i dirigida per Gus Van Sant per a Universal Pictures i protagonitzada per Vince Vaughn, Julianne Moore, Viggo Mortensen, William H. Macy i Anne Heche en papers principals i secundaris. És un remake modern de la pel·lícula del mateix nom dirigida per Alfred Hitchcock el 1960, en què una malversadora arriba a un vell motel dirigit per un home anomenat Norman Bates. Ambdues pel·lícules estan adaptades de la novel·la homònima de Robert Bloch del 1959.
Tot i que aquesta versió és en color, compta amb un repartiment diferent i està ambientada el 1998, s'acosta més a un Shot-for-shot que la majoria de remakes, sovint copiant els moviments i l'edició de la càmera d'Hitchcock, i transcriu en la seva major art el guió original de Joseph Stefano i Alma Reville. També es reutilitza la partitura musical de Bernard Herrmann, encara que amb un nou arranjament de Danny Elfman i Steve Bartek, gravat en estèreo. S'introdueixen alguns canvis per tenir en compte els avenços tecnològics des de la pel·lícula original i per fer el contingut més explícit. Les seqüències d'assassinat també s'entrellacen amb imatges de somnis surrealistes.
Psycho va ser un fracàs comercial i va obtenir crítiques mixtes i negatives de la crítica que va criticar les similituds amb la pel·lícula original, tot i que l'actuació d'Heche va rebre alguns elogis. Va guanyar el Premi Golden Raspberry a la pitjor precuela, remake, estafa o seqüela i al pitjor director, i va ser nominat a la pitjor actriu (Heche). Va obtenir dues nominacions als Premi Saturn al Millor actriu (Heche) i al Millor guió.

## Argument
Marion Crane malversa 400.000 dòlars a l'empresa immobiliària on treballa. Aprofitant que és divendres, corre sense rumb per la carretera emportant-se els diners, creient que el frau no es descobrirà fins dilluns. Conduint per una carretera fosca, i sota una pluja intensa, Marion Crane acaba al Bates Motel, on coneix el propietari Norman Bates (Vaughn), un home estrany amb qui parla sobre els ocells, els problemes de la vida i la seva conflictiva relació amb la seva mare (que viu a la casa darrere del motel). La Marion lamenta els problemes en què s'ha ficat i té previst solucionar-ho tot la setmana següent. Va a la seva habitació i decideix dutxar-se. A la dutxa, Marion Crane és brutalment assassinada
Després de la seva desaparició, el nuvi de Marion, Sam Loomis (Viggo Mortensen) i la seva germana Lila Crane (Julianne Moore) decideixen esbrinar sobre el seu parador. Això els porta al motel dels Bats on descobreixen que una cosa horrible li pot haver succeït a la Marion.

## Repartiment
- Vince Vaughn com Norman Bates.
- Anne Heche com Marion Crane.
- Julianne Moore com Lila Crane.
- Viggo Mortensen com Sam Loomis.
- William H. Macy com Detectiu Milton Arbogast.
- Robert Forster com Dr. Simon Richmond.
- Phillip Baker Hall com Sheriff Al Chambers.
- Anne Haney com Eliza Chambers.
- Rance Howard com George Lowery.
- Chad Everett com Tom Cassidy.
- Rita Wilson com Caroline.
- James Remar com patruller de carretera.
- James LeGros com Charlie.
- Mike "Flea" Balzary com Bob Summerfield.
- Rose Marie com La veu de Norma Bates (no acreditada).

## Estrena

### Taquilla
Psycho va guanyar 37.141.130 dòlars a la taquilla mundial, 21.456.130 dòlars a la nacional. El pressupost de producció de la pel·lícula va ser un estimat de 60 milions de dòlars; mentre promocionava la seva pel·lícula de 2002 Gerry, Van Sant va dir que pensava que els productors havien arribat al "punt mort" econòmicament.

### Recepció crítica
A Rotten Tomatoes, Psycho té una puntuació d'aprovació del 38% basada en 76 comentaris, amb una puntuació mitjana de 5,30/10. El consens dels crítics del lloc web diu: "El remake inútil de Van Sant no millora ni il·lumina l'original de Hitchcock". A Metacritic la pel·lícula té una puntuació mitjana ponderada de 47 sobre 100, basada en 23 crítics, indicant "crítiques mixtes o mitjanes". El públic enquestat per CinemaScore va donar a la pel·lícula una nota mitjana de "C−" en una escala d'A+ a F.
La crítica literària Camille Paglia va comentar que l'única raó per veure'l era "veure com assassinen Anne Heche" i que "hauria d'haver estat una obra i un esdeveniment molt més important del que va ser." Als Stinkers Bad Movie Awards de 1998 la pel·lícula va ser citada com una de les 37 mencions deshonroses per a la pitjor pel·lícula. Universal Pictures va rebre el premi Founders "per pensar fins i tot que el públic al cinema faria fila i pagaria per veure un remake shot-for-shot de Psicosi".
El crític de cinema Roger Ebert, que va donar a la pel·lícula una estrella i mitja, va assenyalar que l'addició d'una escena de masturbació era "adequada, perquè aquest nou Psycho evoca la realitat en un intent de recrear la passió recordada". Va pensar que Vaughn estava mal interpretat, incapaç de capturar el "pou secret de la bogeria" en Norman Bates com a personatge, i Heche era culpable d'exagerar. Ebert va escriure que la pel·lícula "és un experiment inestimable en la teoria del cinema, perquè demostra que un remake shot-for-shot no té sentit; el geni aparentment resideix entre o per sota dels plans, o en una química que no es pot cronometrar ni comptar".
Janet Maslin remarca que es tracta d'un "remake enginyós i bonic (un terme modest, però supera el plagi) que revitalitza amb astucia els aspectes de l'autèntica Psycho (1960) que segueix amb més fidelitat però poques vegades divergeix seriosament o amb èxit d'un dels plànols més brillants del cinema"; va assenyalar que "l'absència d'alguna cosa semblant a la sensacional actuació d'Anthony Perkins amb aquella presència vital d'ocell i una manera furtiva amb un double-entendre ('El millor amic d'un nen és la seva mare') és la debilitat més gran de la nova pel·lícula." Eugene Novikov per Film Blather és una minoria dels que l'admiren, afirmant: "Per a la meva absoluta sorpresa, vaig gaudir més del remake que de l'original."
Movie Guide de Leonard Maltin va classificar la pel·lícula com una "bomba", en comparació amb les quatre de les quatre estrelles que va donar a l'original. El descriu com un "remake lent, lent, completament inútil escena per escena del clàssic de Hitchcock (amb uns quants nous tocs incòmodes per contaminar la seva afirmació com a rèplica exacta)." Finalment, l'anomena "un insult, en lloc de un homenatge a una pel·lícula històrica... El que prometia ser la resposta de Drugstore Cowboy a Hitchcock' s'assembla més a la resposta de Hitchcock a Elles també es deprimeixen."
La pel·lícula va rebre dos Premi Golden Raspberry per la pitjor remake o seqüela i el al pitjor director per Gus Van Sant, mentre que Anne Heche va ser nominada a la pitjor actriu, on va perdre davant les Spice Girls per Spiceworld: La pel·lícula.

## Llegat
Diversos crítics i escriptors van veure la versió de Van Sant com un experiment de remakes shot-for-shot.
El guionista Joseph Stefano, que va escriure el guió original, va pensar que tot i que parlava les mateixes línies, Anne Heche retrata Marion Crane com un personatge completament diferent.
Fins i tot Van Sant va admetre més tard que va ser un experiment que va demostrar que ningú pot copiar una pel·lícula exactament de la mateixa manera que l'original. Una versió favorable de la pel·lícula prové d'una retrospectiva de LA Weekly publicada el 2013, en la qual l'escriptor Vern va declarar que la pel·lícula va ser mal entesa com una pel·lícula de motivació comercial quan en realitat era un "experiment" i aquest va ser el motiu de la mala acollida. Vern va concloure que "els experiments no sempre han de funcionar per valdre la pena".
Malgrat la recepció negativa general de la pel·lícula, va rebre una benedicció de la filla d'Alfred Hitchcock, Pat Hitchcock, que va declarar que el seu pare s'hauria vist afalagat pel remake del seu treball original. Quentin Tarantino ha afirmat que prefereix el remake de Van Sant a l'original de Hitchcock.

## Note
1. ↑  Junt amb Godzilla i Els venjadors. És l'únic empat a tres en la història del trofeu.